# استودیو دیزنی اینتراکتیو
استودیو دیزنی اینتراکتیو (به انگلیسی: Disney Interactive Studios, Inc.) (در اصل به اسم نرم‌افزار رایانه ای والت دیزنی (به انگلیسی: Walt Disney Computer Software)؛ تأسیس شد و با نام‌های Disney Software, Buena Vista Software, Disney Interactive, Buena Vista Interactive, و Buena Vista Games شناخته می‌شود) یک توسعه‌دهنده و ناشر بازی ویدئویی آمریکایی بود که به شرکت والت دیزنی تعلق داشت. شرکت در ۲۰۱۶ تعطیل شد.
بیشتر بازی‌هایی که توسط استودیو دیزنی اینتراکتیو منتشر شد، معمولاً محصولات وابسته به شخصیت‌های دیزنی بودند. در تاریخ ۱۰ مه ۲۰۱۶، دیزنی بخاطر اتمام مجموعه Disney Infinity خود، استودیو دیزنی اینتراکتیو را تعطیل کرد.
در تاریخ ۶ مارس ۲۰۱۴، ۷۰۰ کارمند شرکت اخراج شدند. پس از لغو مجموعه Disney Infinity، استودیو دیزنی اینتراکتیو در سال ۲۰۱۶ تعطیل شد.